# Tarsolepis
Tarsolepis é um gênero de traça pertencente à família Arctiidae.